# Chlumčany (Dél-plzeňi járás)
Chlumčany település Csehországban, a Dél-plzeňi járásban. Chlumčany Horní Lukavice, Dolní Lukavice, Dobřany, Dnešice és Útušice településekkel határos. Lakosainak száma 2431 fő (2024. január 1.).

## Népesség
A település lakosságának változását az alábbi diagram mutatja:
| Lakosok száma | 625  | 779  | 1520 | 1468 | 2501 | 2381 | 2381 | 2382 | 2390 | 2431 |
|               | 1869 | 1890 | 1921 | 1950 | 1980 | 2001 | 2017 | 2019 | 2022 | 2024 |